# محمد الذيب البوسعيدي
محمد الذيب البوسعيدي هو لاعب كرة قدم عماني يلعب في حراسة مرمى.